# Wakacyjna przygoda (książka)
Wakacyjna przygoda (ros. Mužskoj rozgovor) – opowiadanie dla dzieci, radzieckiej pisarki Iriny Romanovnej Guro. Książka przez wiele lat była lekturą obowiązkową dla klas trzecich szkół podstawowych. Niektóre jednostki nadal ją mają w swoim kanonie.

## Fabuła
Pies Ławsan, należący do Koli i Nastusi, gryzie przechodzącego ulicą chłopca. Wkrótce okazuje się, że zwierzę ma wściekliznę, czyli życie dziecka jest w niebezpieczeństwie. O pogryzionym chłopcu wiadomo niewiele, lecz Kola postanawia go odnaleźć.